# ОФК Спуж
Омладински фудбалски клуб Спуж, црногорски је фудбалски клуб из Даниловграда, из насеља Спуж, који се такмичио у Трећој лиги Црне Горе у регији Центар.
Утакмице као домаћин је играо на стадиону Зоре у Спужу или на стадиону Дрезге у Пиперима.

## Историја
Основан је 2016. под називом Сан Сиро, када је уписан у регистар Фудбалског савеза Црне Горе, Такмичио се само у млађим категоријама, а 2020. је промијенио име у ОФК Спуж, када је поново уписан у регистар Фудбалског савеза. Предсједник клуба Дејан Роловић истакао је да су се одлучили за име Спуж јер Зора, која је у том тренутку била угашена, није имала млађе категорије док је била активна. На љето 2020. је по први пут оформио сениорску екипу, за тренера је постављен Лука Пејовић и почео је да се такмичи у регији Центар у сезони 2020/21. Роловић је истакао да нису имали никакву помоћ општине и мјесне заједнице, иако нису имали стадион ни за тренинг ни за утакмице. У деветом колу побиједио је Олимпико у гостима 7 : 1, чиме је остварио прву побједу у сезони и прву у историји сениорског тима. Сезону је завршио на деветом мјесту, са седам побједа, а Јагош Шћепановић је био најбољи стријелац лиге. У сезони 2021/22. изгубио је од Интернационала 17:2 кући, а послије завршеног првог дијела сезоне и 15 одиграних утакмица, иступио је на лиге. Поново је оформио сениорску екипу на љето 2024. и пријавио се за такмичење у сезони 2024/25. али није наступио на прве двије утакмице и искључен је из лиге.

## Резултати у такмичењима у Црној Гори
| Сезона   | Степен           | Лига                | Бр.екипа           | Позиција         | Куп              |
| -------- | ---------------- | ------------------- | ------------------ | ---------------- | ---------------- |
| 2020/21. | 3                | Трећа лига — Центар | 13                 | 9                | Није учествовао  |
| 2021/22. | 3                | Трећа лига — Центар | 16                 | Иступио          | Није учествовао  |
| 2022/23. | Није се такмичио | Није се такмичио    | Није се такмичио   | Није се такмичио | Није се такмичио |
| 2023/24. | Није се такмичио | Није се такмичио    | Није се такмичио   | Није се такмичио | Није се такмичио |
| 2024/25. | 3                | Трећа лига — Центар | 22 (2 групе по 11) | Искључен         | Није учествовао  |